# Brigitte Haest
Brigitte Haest z domu Ortner (ur. 14 listopada 1948) – austriacka lekkoatletka, sprinterka, dwukrotna medalistka halowych mistrzostw Europy.
Zdobyła brązowy medal w sztafecie 4 × 1 okrążenie (w składzie: Maria Sykora, Ortner, Christa Kepplinger i Hanni Burger) na halowych mistrzostwach Europy w 1970 w Wiedniu. Na tych samych mistrzostwach zajęła 4. miejsce w sztafecie szwedzkiej 1+2+3+4 okrążenia oraz odpadła w półfinale biegu na 60 metrów. Na halowych mistrzostwach Europy w 1973 w Rotterdamie zdobyła srebrny medal w sztafecie 4 × 1 okrążenie (w składzie: Haest, Kepplinger, Carmen Mähr i Karoline Käfer) oraz odpadła w eliminacjach biegu na 60 metrów.
Odpadła w eliminacjach biegu na 100 metrów na mistrzostwach Europy w 1974 w Rzymie, a także w półfinałach biegu na 60 metrów na halowych mistrzostwach Europy w 1975 w Katowicach i halowych mistrzostwach Europy w 1976 w Monachium. Na halowych mistrzostwach Europy w 1978 w Mediolanie odpadła w eliminacjach biegu na 60 metrów, na mistrzostwach Europy w 1978 w Pradze w eliminacjach biegu na 100 metrów, na halowych mistrzostwach Europy w 1979 w Wiedniu i halowych mistrzostwach Europy w 1980 w eliminacjach biegu na 60 metrów, a na halowych mistrzostwach Europy w 1981 w Grenoble w eliminacjach biegu na 50 metrów.
Była mistrzynią Austrii w biegu na 100 metrów w 1970, 1976 i 1979 oraz w sztafecie 4 × 100 metrów w latach 1976 i 1978–1983, a także wicemistrzynią w biegu na 200 metrów w 1979. W hali była wicemistrzynią Austrii w biegu na 200 metrów w 1981 i brązową medalistka w tej konkurencji w 1980.
Czterokrotnie poprawiała rekord Austrii w sztafecie 4 × 100 metrów do wyniku 45,42 s osiągniętego 19 czerwca 1976 w Südstadt, a dwukrotnie wyrównywała rekord swego kraju w biegu na 100 metrów rezultatami 11,6 s (24 lipca 1970 w Linzu) i 11,5 s (15 sierpnia 1974 w Kempten).
Rekordy życiowe Haest:
| Konkurencja              | Data i miejsce              | Wynik |
| ------------------------ | --------------------------- | ----- |
| bieg na 100 metrów       | 10 sierpnia 1979, Innsbruck | 11,65 |
| bieg na 200 metrów       | 11 sierpnia 1979, Innsbruck | 24,12 |
| bieg na 50 metrów (hala) | 10 lutego 1973, Böblingen   | 6,2   |
| bieg na 60 metrów (hala) | 9 marca 1975, Katowice      | 7,45  |